# Décoration des Forces canadiennes
La Décoration des Forces Canadiennes fut instituée en 1949 et est décernée aux officiers et aux membres du rang des Forces canadiennes en reconnaissance de 12 années de service. Elle est remise sans égard au grade, mais les récipiendaires doivent avoir une bonne fiche de conduite.
Cette décoration est remise aux membres des Forces régulières et de la réserve ainsi qu'aux officiers du Cadre des Instructeurs de Cadets, aux Rangers et aux détenteurs de positions honoraires dans les forces armées canadiennes. À sa nomination, le Gouverneur général du Canada la reçoit automatiquement, en sa qualité de Commandant en chef du Canada.
Cette distinction remplace toutes les autres distinctions de long service pour les militaires qui se sont joints aux Forces armées canadiennes après le 1er septembre 1939. 
La médaille porte les initiales, le nom et le grade de la personne honorée au moment de la réception de la décoration. Pour chaque période de 10 années supplémentaires de service avec bonne conduite, une barrette est remise (ainsi qu'une rosette pour le ruban).
Les récipiendaires de la Décoration des Forces Canadiennes peuvent faire suivre leur nom des initiales "CD".

## Référence
Direction - Distinctions honorifiques et reconnaissance (DDHR)